# Никулина, Татьяна Николаевна
Татья́на Никола́евна Нику́лина (девичья фамилия — Покро́вская; 14 декабря 1929, Москва — 26 октября 2014, там же) — артистка цирка на Цветном бульваре. Жена артиста цирка, киноактёра, Героя Социалистического Труда, народного артиста СССР Юрия Никулина, мать директора цирка Максима Никулина.

## Биография
Родилась в Москве 14 декабря 1929 года. После школы поступила в Тимирязевскую сельскохозяйственную академию на факультет декоративного садоводства. Увлекалась конным спортом. Во время учёбы познакомилась с артистом цирка Юрием Никулиным.
Я училась в Тимирязевской академии на факультете декоративного садоводства и очень увлекалась конным спортом. В академии была прекрасная конюшня. А в конюшне — очень смешной жеребёнок-карлик, с нормальной головой, нормальным корпусом, но на маленьких ножках. Звали его Лапоть. Об этом прослышал Карандаш и приехал эту лошадку посмотреть. Лошадка понравилась, и Карандаш попросил нас с подругой научить её самым простым трюкам. Потом лошадку привезли в цирк, и Карандаш познакомил нас с Юрием Владимировичем Никулиным, который был у него в учениках. Юрий Владимирович пригласил нас посмотреть спектакль. Подруга моя пойти не смогла, я пошла одна, сидела на прожекторе. Играли очень смешную сценку: Карандаш вызывал из зала якобы одного зрителя и учил его ездить на лошади. Но именно когда я пришла на спектакль, Юрий Владимирович, который играл роль зрителя во время этого номера, попал под лошадь. Она его так избила, что его увезли на «скорой» в Склифосовского, без сознания. Я чувствовала себя виноватой и стала его навещать… А через полгода мы поженились…Татьяна Никулина (Покровская)
В 1950 году состоялась свадьба. В период с 1951 по 1981 годы выступала в цирке в номерах мужа. Помимо работы в цирке снималась в кино.
В 1956 году у Никулиных родился сын Максим.
В 1962 году Эльдар Рязанов приглашал её на пробы в «Гусарскую балладу». Юрий Никулин был против съёмок Татьяны, поэтому она отказалась от роли.
В 1968 году снималась в фильме «Бриллиантовая рука» вместе с мужем и сыном, где она играла экскурсовода туристической группы по Стамбулу, Юрий Никулин играл главную роль Семёна Семёновича Горбункова, а Максим сыграл мальчика.
В 1972 году Никулины сыграли семью Жильцовых в фильме «Точка, точка, запятая…», сын Максим сыграл в этом фильме школьника из другой семьи.
C 1981 по 1991 год занималась разведением собак. В 1997 году вернулась на работу в цирк в качестве консультанта.
Скончалась 26 октября 2014 года на 85-м году жизни в Москве. Тело было кремировано, а урна с прахом была захоронена на Новодевичьем кладбище, рядом с мужем.

## Работы в цирке
- «Бревно»[3][9]
- «Яблоко»[3][9][11]
- «Розы и шипы»[3][9]
- «Барышня и хулиган»[3][9]
- «Маленький Пьер»[9][12]

## Фильмография
- 1950 — Смелые люди — всадница, выпрыгивающая на коне из дома (нет в титрах)
- 1966 — Маленький беглец — камео (нет в титрах)[1]
- 1968 — Новенькая — соседка, жена Евгения Ивановича[3]
- 1968 — Бриллиантовая рука — гид по Стамбулу[1][3]
- 1972 — Точка, точка, запятая… — Жильцова, мама Алёши[1][3]

Документальные
- 1978 — Сегодня и ежедневно
- 1989 — Цирк для моих внуков
- 2005 — Пёстрая лента
- 2005—2008 — Рождение легенды
- 2005 — Как уходили кумиры. Юрий Никулин
- 2006 — Как уходили кумиры. Михаил Шуйдин
- 2008 — Юрий Никулин. О грустном и смешном
- 2009 — Замужем за гением
- 2009 — Бриллиантовая ручка короля комедии. Яков Костюковский

## Книга
В 1988 году в соавторстве с кинологом Жанеттой Августовной Чесноковой написала книгу «Декоративные собаки».

## Семья

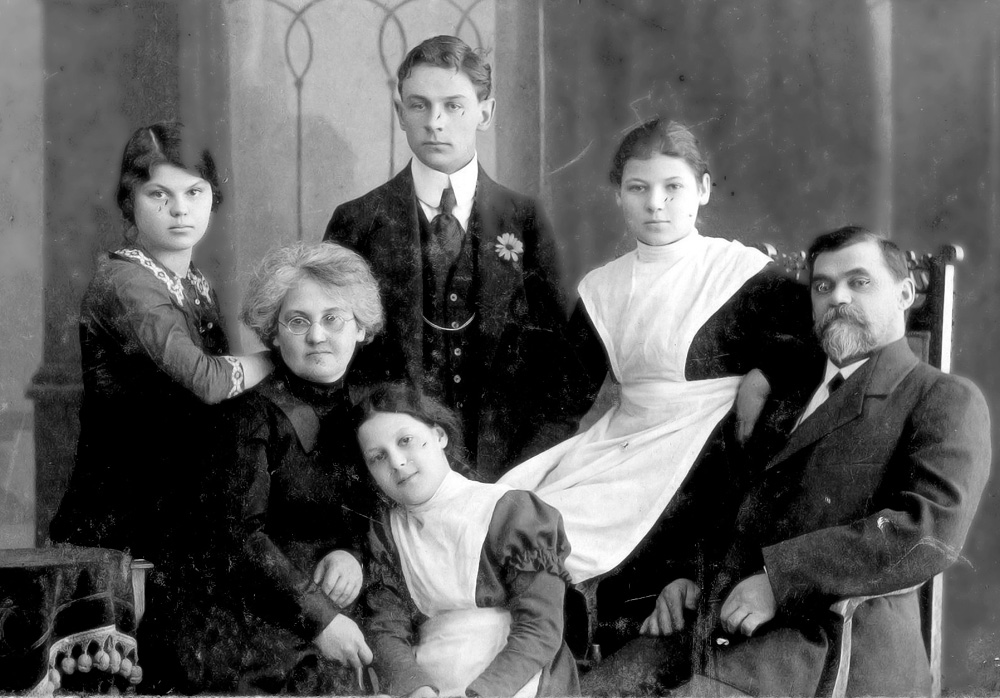
Воронеж, 1910. Семья дедушки Татьяны, Петра Ростовцева, (слева направо): Ольга, Александра Александровна с дочерью Катей, сын Всеволод, дочь Мария (мать Татьяны) и Пётр Яковлевич

- Отец — Николай Степанович Покровский — журналист. Погиб на фронте[15].
- Мать — Мария Петровна Покровская (в девичестве Ростовцева) (1898—?), стенографистка и машинистка в институте Красной Профессуры[12][15].
- Муж — Юрий Владимирович Никулин (18 декабря 1921, Демидов, Смоленская губерния, РСФСР — 21 августа 1997, Москва, Россия), советский и российский артист цирка (клоун), цирковой режиссёр, киноактёр, телеведущий, народный артист СССР, директор и художественный руководитель Московского цирка на Цветном бульваре[15].
  - Сын — Максим Никулин (род. 15 ноября 1956) — журналист, телеведущий, директор и художественный руководитель Московского цирка на Цветном бульваре[15].
    - Внучка — Мария (род. 26 декабря 1981) — врач-нейрохирург, живёт с мужем Домиником Востраком и двумя дочерьми Викторией и Валентиной в Мюнхене[16]
    - Внук — Юрий Максимович Никулин (род. 29 мая 1986) окончил Школу-студию МХАТ, руководитель отдела рекламы и спецпроектов Московского цирка Никулина на Цветном бульваре, женат на Анастасии[17][18]
      - правнук Станислав (род. 2009)
      - правнучка Софья (род. 2015)[17].

    - Внук — Максим Максимович Никулин (род. 13 ноября 1988) окончил Школу-студию МХАТ, заместитель руководителя зарубежного гастрольного отдела, женат на Татьяне[17][19],
      - правнучка Анна (род. 07.2017)[17].

## Награды
- Орден Почёта (31 января 2002 года) — за многолетнюю плодотворную деятельность в области культуры и искусства, большой вклад в укрепление дружбы и сотрудничества между народами[20].
- Медаль «За трудовое отличие» (14 февраля 1980 года) — за заслуги в развитии советского циркового искусства[21][22].
- Почётная грамота Правительства Москвы (10 декабря 2004 года) — за многолетнюю плодотворную работу по развитию отечественного циркового искусства и в связи с юбилеем[23].
- Благодарность Министра культуры и массовых коммуникаций Российской Федерации (14 октября 2005 года) — за большой вклад в развитие и сохранение лучших традиций циркового искусства, многолетнюю плодотворную работу и в связи с 125-летием Московского цирка Никулина на Цветном бульваре[24]